# WxBasic
wxBasic est un logiciel libre / open-source, multi-plateformes interpréteur BASIC reposant sur wxWidgets. Il permet de créer, dans une variante de Basic, des programmes à interface graphique portables sur Windows et Linux et est distribué selon les termes de la licence LGPL.
wxBasic peut créer des exécutables autonomes qui, contrairement à ceux créés en Visual Basic, ne requièrent aucun fichier DLL, fichier ressource ou programme d'installation pour fonctionner. L'exécutable distribué seul peut être lancé immédiatement par les utilisateurs.
wxBasic est tout d'abord écrit en C, ainsi qu'en C++ et repose sur la bibliothèque wxWidgets qui fournit aux programmes des caractéristiques multi-plateformes. Il fonctionne sous Windows en natif, et sous Linux en utilisant la bibliothèque GTK+. Un port sous Macintosh est en cours.
L'interpréteur BASIC de wxBasic sert également dans SdlBasic.

## Exemple de code
Pour vous donner une idée de la syntaxe, voici le code d'un Visualiseur de texte :
```
' de http://wxbasic.sourceforge.net/phpBB2/viewtopic.php?t=554

  
' Simple Visualiseur de texte écrit en WxBasic

  
dim
 
AppName
 
=
 
"Visualiseur de texte"

  
fileName
 
=
 
""
 

  
' Fenêtre principale

  
dim
 
frame
 
=
 
new
 
wxFrame
(
 
Nothing
,
 
-1
,
 
AppName
 
&
 
" - Document Sans Titre"
 
)

  
' Controle : Editeur de texte

  
dim
 
control
 
=
 
new
 
wxTextCtrl
(
 
frame
,
 
-1
,
 
""
,
 
wxPoint
(
 
0
,
 
0
 
),

  
wxSize
(
 
100
,
 
100
 
),
 
wxTE_MULTILINE
 
|
 
wxTE_READONLY
 
|
 
wxTE_RICH
)

  
' Barre de Statut - La barre en bas de la fenêtre

  
dim
 
status
 
=
 
frame
.
CreateStatusBar
(
 
1
 
)

  
frame
.
SetStatusText
(
"Prêt"
)

  
'

  
' Dialogue pour l'ouverture d'un fichier

  
dim
 
fileDialog
 
=
 
new
 
wxFileDialog
(
 
frame
 
)

  
'

  
' Ajouter une barre de menu

  
dim
 
mBar
 
=
 
new
 
wxMenuBar
()

  
frame
.
SetMenuBar
(
mBar
)

  
'

  
' Mettre le menu Fichier dans la barre de menu

  
dim
 
mFile
 
=
 
new
 
wxMenu
()

  
mBar
.
Append
(
mFile
,
 
"&Fichier"
)

  
' Mettre les sous menu de fichier

  
'

  
mFile
.
Append
(
 
wxID_OPEN
,
 
"&Ouvrir..."
,
 
"Charger un fichier existant sur le disque"
 
)

  
'

  
mFile
.
AppendSeparator
()

  
mFile
.
Append
(
 
wxID_EXIT
,
 
"Q&uitter\tAlt-F4"
,
 
"Exit Application"
 
)

  
Sub
 
onFileOpen
(
 
event
 
)

     
fileDialog
.
SetMessage
(
"Ouvrir un fichier"
)

     
fileDialog
.
SetStyle
(
 
wxOPEN
 
)

     
If
 
fileDialog
.
ShowModal
()
 
=
 
wxID_OK
 
Then

       
fileName
 
=
 
fileDialog
.
GetPath
()

       
Ext
 
=
 
fileDialog
.
GetFilename
()

       
control
.
Clear
()

       
control
.
LoadFile
(
 
fileName
 
)

       
frame
.
SetTitle
(
 
AppName
 
&
 
" - "
 
&
 
fileName
 
)

       
frame
.
SetStatusText
(
Ext
)

    
End
 
If

  
End
 
Sub

  
'

  
Connect
(
 
frame
,
 
wxID_OPEN
,
 
wxEVT_COMMAND_MENU_SELECTED
,
 
"onFileOpen"
 
)

  
Sub
 
onFileExit
(
 
event
 
)

    
frame
.
Close
(
True
)

  
End
 
Sub

  
'

  
Connect
(
 
frame
,
 
wxID_EXIT
,
 
wxEVT_COMMAND_MENU_SELECTED
,
 
"onFileExit"
 
)

  
' Mettre le menu Aide dans la barre de menu

  
dim
 
mHelp
 
=
 
new
 
wxMenu
()

  
mBar
.
Append
(
mHelp
,
 
"&Aide"
)

  
mHelp
.
Append
(
 
wxID_HELP
,
 
"&À propos de\tF1"
,
 
"À propos de ce programme"
 
)

  
'

  
Sub
 
onHelpAbout
(
 
event
 
)

    
Dim
 
msg
 
=
 
"Le visualiseur de texte permet de visualiser n'importe quel fichier texte indépendamment de son extension.\n"
 
&

	
"Si le fichier est déjà ouvert par un autre programme, alors il ne pourra pas être affiché."

    
wxMessageBox
(
 
msg
,
 
"À propos du Visualiseur de Texte"
,
 
wxOK
 
+
 
wxICON_INFORMATION
,
 
frame
 
)

  
End
 
Sub

  
Connect
(
 
frame
,
 
wxID_HELP
,
 
wxEVT_COMMAND_MENU_SELECTED
,
 
"onHelpAbout"
 
)

  
frame
.
Show
(
True
)

```